# Jay Cassidy
Jay Lash Cassidy (* August 1949 in Chicago, Illinois) ist ein US-amerikanischer Filmeditor.

## Leben
Jay Lash Cassidy wuchs mit seinem Bruder und seiner Schwester als Sohn von Elaine und Pierre R. Cassidy in Highland Park, Illinois auf. Er studierte von 1967 bis 1971 an der University of Michigan, wo er als Zeitungsfotograf bei der The Michigan Daily arbeitete und seinen Bachelor in Amerikanischer Kultur erwarb. Anschließend begann er für Charles Guggenheim Dokumentationen und politische Werbespots zu schneiden. So schnitt er für ihn unter anderem Jerusalem Lives und HR 6161: An Act of Congress. Nachdem er 1976 ein weiteres Studium am American Film Institute's Center for Advanced Film Studies abschloss, schnitt er 1978 mit dem Drama Almost Crying seinen ersten Spielfilm.
Seitdem Cassidy 1991 mit Indian Runner das Regiedebüt von Sean Penn schnitt, zeigte er sich für alle Filme, die Penn inszenierte, als Schnittmeister verantwortlich. So schnitt er das Drama Into the Wild, für das er 2008 eine Oscarnominierung für den Besten Schnitt erhielt.

## Filmografie (Auswahl)
- 1973: Jerusalem Lives (Dokumentarfilm)
- 1978: Almost Crying
- 1979: HR 6161: An Act of Congress (Dokumentarfilm)
- 1981: Das Erwachen (The End of August)
- 1982: Waltz Across Texas
- 1983: Operation Comeback (Love Is Forever, Fernsehfilm)
- 1983: High Schools (Dokumentarfilm)
- 1985: Highway 66 (Roadhouse 66)
- 1988: Aloha Summer
- 1988: Mein Nachbar, der Vampir (Fright Night Part II)
- 1990: Roger Cormans Frankenstein (Frankenstein Unbound)
- 1991: Indian Runner (The Indian Runner)
- 1993: Bodies, Rest & Motion
- 1994: Brainscan
- 1995: Crossing Guard – Es geschah auf offener Straße (The Crossing Guard)
- 1996: Albino Alligator
- 1997: Der Glöckner von Notre Dame (The Hunchback, Fernsehfilm)
- 1998: The Replacement Killers – Die Ersatzkiller (The Replacement Killers)
- 1998: Düstere Legenden (Urban Legend)
- 2000: Tödliche Gerüchte (Gossip)
- 2001: Das Versprechen (The Pledge)
- 2002: 11′09″01 – September 11 (Segment USA)
- 2002: Bis in alle Ewigkeit (Tuck Everlasting)
- 2002: Ballistic (Ballistic: Ecks vs. Sever)
- 2003: Thought Crimes – Tödliche Gedanken (Thoughtcrimes, Fernsehfilm)
- 2004: Attentat auf Richard Nixon (The Assassination of Richard Nixon)
- 2006: Eine unbequeme Wahrheit (An Inconvenient Truth)
- 2006: First Snow
- 2007: Into the Wild
- 2008: Johnny zieht in den Krieg (Johnny Got His Gun)
- 2009: Brothers
- 2010: Waiting for Superman (Dokumentarfilm)
- 2010: Betty Anne Waters (Conviction)
- 2011: Justin Bieber: Never Say Never (Dokumentarfilm)
- 2011: Pakt der Rache (Seeking Justice)
- 2011: U2 – From the Sky Down (From the Sky Down, Dokumentarfilm)
- 2012: Silver Linings (Silver Linings Playbook)
- 2013: American Hustle
- 2014: Foxcatcher
- 2014: Herz aus Stahl (Fury)
- 2015: Joy – Alles außer gewöhnlich (Joy)
- 2016: The Last Face
- 2017: Thank You for Your Service
- 2018: A Star Is Born
- 2020: Birds of Prey: The Emancipation of Harley Quinn (Birds of Prey (and the Fantabulous Emancipation of One Harley Quinn))
- 2020: The King of Staten Island
- 2022: Amsterdam
- 2023: Krieg der Bestatter (The Burial)
- 2024: Eifersucht (Killer Heat)

## Auszeichnungen (Auswahl)
Oscar
- 2008: Nominierung für den Besten Schnitt mit Into the Wild
- 2013: Nominierung für den Besten Schnitt mit Silver Linings
- 2014: Nominierung für den Besten Schnitt mit American Hustle